# Парапольський дол
61°17′48″ пн. ш. 164°43′05″ сх. д. / 61.2966° пн. ш. 164.718° сх. д.
Парапольський дол (рос. Парапольский дол) — низовина-перешийок на півночі Камчатки, де відбувається з'єднання півострова з материком.
Парапольський дол розташований між Пенжинським хребтом і Коряцьким нагір'ям. Довжина становить 425 км, висота — до 200 м. Є озерно-аласною рівниною з переважанням ландшафтів озерної тундри з розвиненою гідрографічною мережею. Дренується річками Пальматкіна, Куюл і Порожня. Переважає тундрова рослинність; зустрічаються зарості кедрового сланцю.
Клімат переважно континентальний. Середня температура липня + 14 ° С, безморозний період — 62 дні; 100 днів на рік середньодобова температура вище + 5 ° С. Кількість опадів — 500—600 мм..
Ороним імовірно походить від чукотського парапар — «сало, густий жир», що пов'язано з багатими кормовими угіддями для оленів, що кочують у долині.
Парапольський дол входить до списку водно-болотних угідь Рамсарської конвенції.
В межах Парапольського долу виявлені родовища розсипного золота, багато з яких активно розробляються.